# Laodicea brevigona
Laodicea brevigona är en nässeldjursart som beskrevs av Allwein 1967. Laodicea brevigona ingår i släktet Laodicea och familjen Laodiceidae. Inga underarter finns listade i Catalogue of Life.